# Синий двухпенсовик
«Си́ний двухпе́нсовик» (англ. Two penny blue, или 2d blue) — филателистическое название второй в мире стандартной почтовой марки, выпущенной в Великобритании в мае 1840 года вместе с «Чёрным пенни».

## История
Марка номиналом в два пенса была отпечатана в Лондоне в начале мая 1840 года с двух печатных плит (пластин). Она была похожа на «Чёрный пенни», первую марку с тем же рисунком — профилем королевы Виктории, но в другом цвете и достоинством в один пенни. Предполагается, что обе марки могли быть напечатаны одновременно. Однако наиболее ранняя дата на почтовом штемпеле, которым был погашен двухпенсовик, относится к 8 мая 1840 года, то есть через два дня после официального выхода в обращение однопенсовой марки. По другим сведениям, якобы известны письма, посланные 2 мая, на которых были наклеены марка чёрного цвета стоимостью 1 пенни («Чёрный пенни») и синего — 2 пенса.
В 1841 году цвет марок была пересмотрен: однопенсовая марка стала красно-коричневой («Красный пенни»), а двупенсовая отпечатана в новом синем цвете. В результате работники почты, трудившиеся при достаточно слабом освещении, могли легче различать между собой двухпенсовую марку и «Чёрный пенни» с тем же рисунком. При этом, чтобы отличить новые марки от первого выпуска, было решено добавить горизонтальные линии наверху и внизу рисунка.
В 1858 году была эмитирована похожая марка, но с буквами по четырём углам, в отличие от первоначального варианта, имевшего буквы только в двух нижних углах. Кроме того, для этих марок использовались разные водяные знаки. Первый выпуск имел водяной знак «корона», позже были использованы водяные знаки «розы», «якоря» или «звёзды».
|  |  |

## Филателистическая ценность
По сравнению с «Чёрным пенни», «Синий двухпенсовик» встречается значительно реже и стоит дороже, поскольку тиражи «Чёрного пенни» из-за массовой рассылки обычных писем были намного больше.
Блок из 48 (12 × 4) «Синих двухпенсовиков» 1840 года выпуска, почти столетие считавшийся утерянным, в 1998 году пошёл с молотка за 4,5 млн долларов.
Пара марок с правым полем на торгах Сотбис, проводившихся в благотворительных целях, ушла 6 марта 2009 года за £54 050. В мае 2014 года на Лондонском аукционе Спинк квартблок двухпенсовиков продан за 96 000 фунтов стерлингов.

## Разрезанные марки
В 1841 году несколько двухпенсовых синих марок были разрезаны одной английской нотариальной конторой для того, чтобы использовать каждую половинку в качестве самостоятельного знака почтовой оплаты номиналом в один пенни. Это были первые в истории разрезанные марки, которые стали впоследствии коллекционными уникумами. Они были обнаружены филателистами в 1936 году на конвертах, франкированных половинками синих двухпенсовиков.
По имеющимся сведениям, во всем мире существуют всего три таких разрезанных марки на вырезках и две на целых конвертах, которые использовались стряпчими для пересылки корреспонденции между нотариальными конторами в Линкольне, Беверли и Булле.